# Stenders Eetvermaak
Stenders Eetvermaak was een radioprogramma van Rob Stenders op 3FM, dat tussen 7 mei 2007 en 29 juli 2010 werd uitgezonden van maandag tot en met donderdag tussen 12.00 en 14.00 uur. De naam van het programma refereert losjes naar Stenders' televisieprogramma bij Tien: Stenders Late Vermaak.
Rob Stenders keerde hiermee terug op zijn oude nest en vervangt Claudia de Breijs middagprogramma Claudia d'r op, dat op 26 april voor anderhalf jaar gestopt was. Haar sidekick en producer Leon Polman is meeverhuisd naar Stenders. Ook Stenders' oud-producer Jelmer Gussinklo is het team komen versterken, na de verkoop van het station Caz!. Bij afwezigheid van Rob Stenders is meestal Michiel Veenstra of Timur Perlin de vervanger. In 2009 vervangt Lana Wolf Leon Polman. Later in het jaar werd zij alweer vervangen door Bert van Lent.

## Vaste/terugkerende onderdelen
- Indecent Proposal: Een beginnend bandje moet speciale opdrachten vervullen. Als de bandleden slagen, wordt aan het einde van de week (op donderdag) hun liedje op de radio gedraaid.
- Nooit grappig: Aan de hand van een nieuwsfeitje verzinnen luisteraars oneliners. Luisteraars sturen deze in een sms-bericht naar de uitzending en aan het einde van de uitzending komen de vijf beste oneliners terug.
- Neemt 'ie em of neemt 'ie em niet op: Een luisteraar kan iets winnen door juist te voorspellen of een bekende Nederlander zijn telefoon opneemt of niet. Neemt deze op, dan moet de luisteraar er altijd een praatje mee maken.
- In de Canon van de popmuziek zit iedere uitzending een artiest of band, waarbij de luisteraars mogen stemmen op het beste nummer van deze artiest of band. Het nummer met de meeste stemmen wordt vervolgens gedraaid en opgenomen in de Canon van de popmuziek.
- VARA TV Privé: 3FM-medewerker Lex Uiting belt bekende Nederlanders voor het fictieve showbizzprogramma VARA TV Privé, stelt hem of haar onbenullige vragen en neemt die persoon niet serieus. Marijke Helwegen was van dit interview niet gecharmeerd en eiste een schadevergoeding. Na een gesprek met Rob Stenders werd het incident bijgelegd.
- Bingo: In dit onderdeel mogen Stenders, Gussinklo, Van Lent en Indecent-Proposalkandidaten een nummer kiezen. Als deze valt, mag hij of zij gelijk naar huis.
- De Mop met Jon Bakker: Zodra Jon Bakker van de ANWB de files heeft voorgelezen, wordt hem gevraagd een mop te vertellen.